# Landes
Landes (IPA: [lɑ̃d]; gaszkonyi dialektusban: Las Lanas vagy Lanes) megye Franciaország délnyugati részén, Új-Aquitania régióban. A 83 eredeti département egyike, amelyeket a francia forradalom alatt 1790. március 4-én hoztak létre.

## Közigazgatás
| Leandes megye kerületei | Kerület | Kerület        | Népesség (2010) | Terület (km²) | Népsűrűség (fő/km²) | Kantonok száma | Községek száma |
| Leandes megye kerületei |         | Dax            | 210 108         | 3194          | 65,8                | 13             | 153            |
| Leandes megye kerületei |         | Mont-de-Marsan | 174 212         | 6048          | 28,8                | 17             | 178            |

## Települések
A megye legnagyobb városai 2011-ben:
| Település                | Népesség (2011) |
| ------------------------ | --------------- |
| Mont-de-Marsan           | 31 188          |
| Dax                      | 20 665          |
| Saint-Paul-lès-Dax       | 12 409          |
| Biscarrosse              | 12 197          |
| Tarnos                   | 11 906          |
| Saint-Pierre-du-Mont     | 8 924           |
| Capbreton                | 7 965           |
| Saint-Vincent-de-Tyrosse | 7 585           |
| Soustons                 | 7 294           |
| Mimizan                  | 7 069           |
| Aire-sur-l'Adour         | 6 279           |

## Galéria

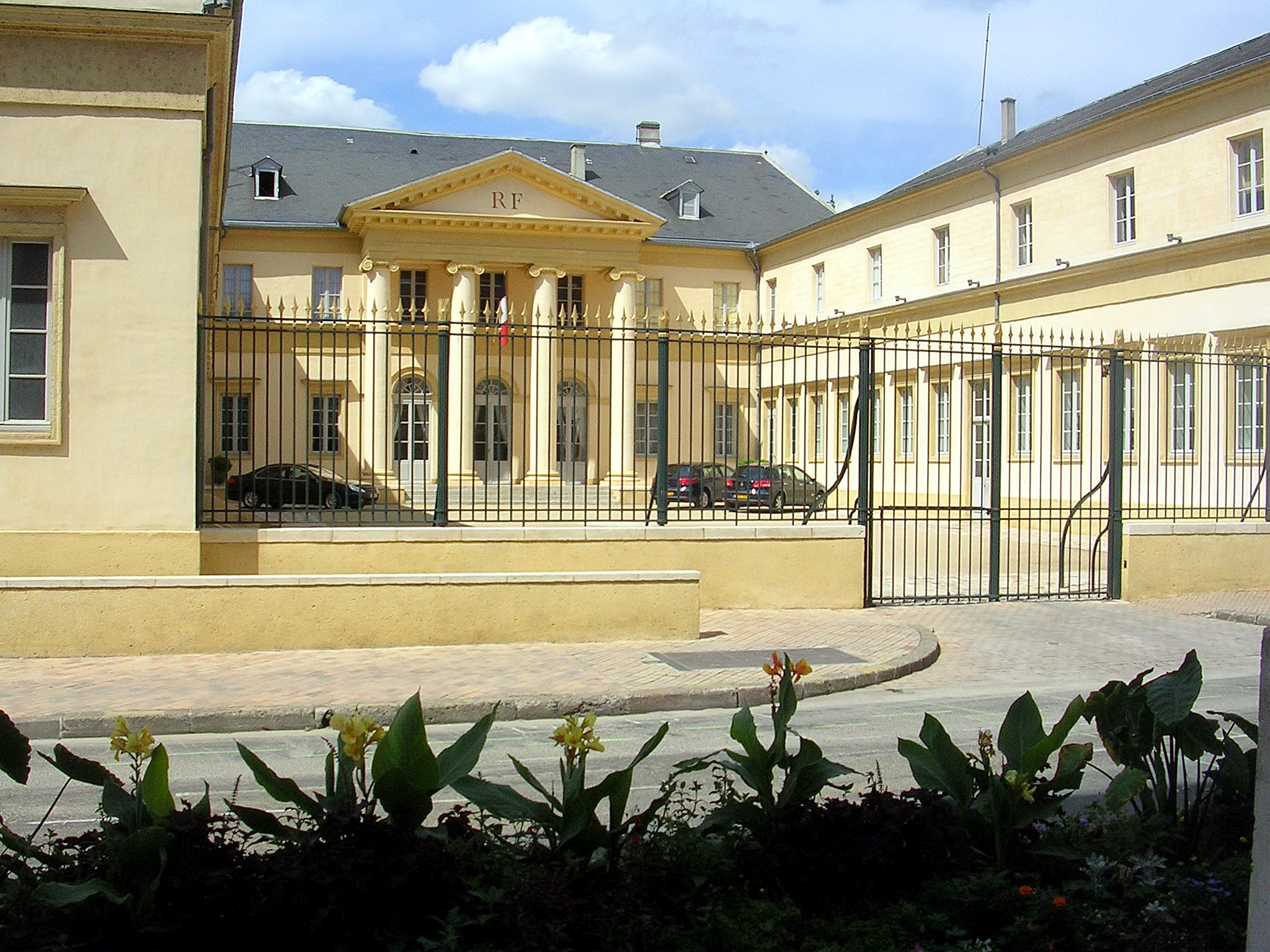
A prefektúra épülete Mont-de-Marsanban
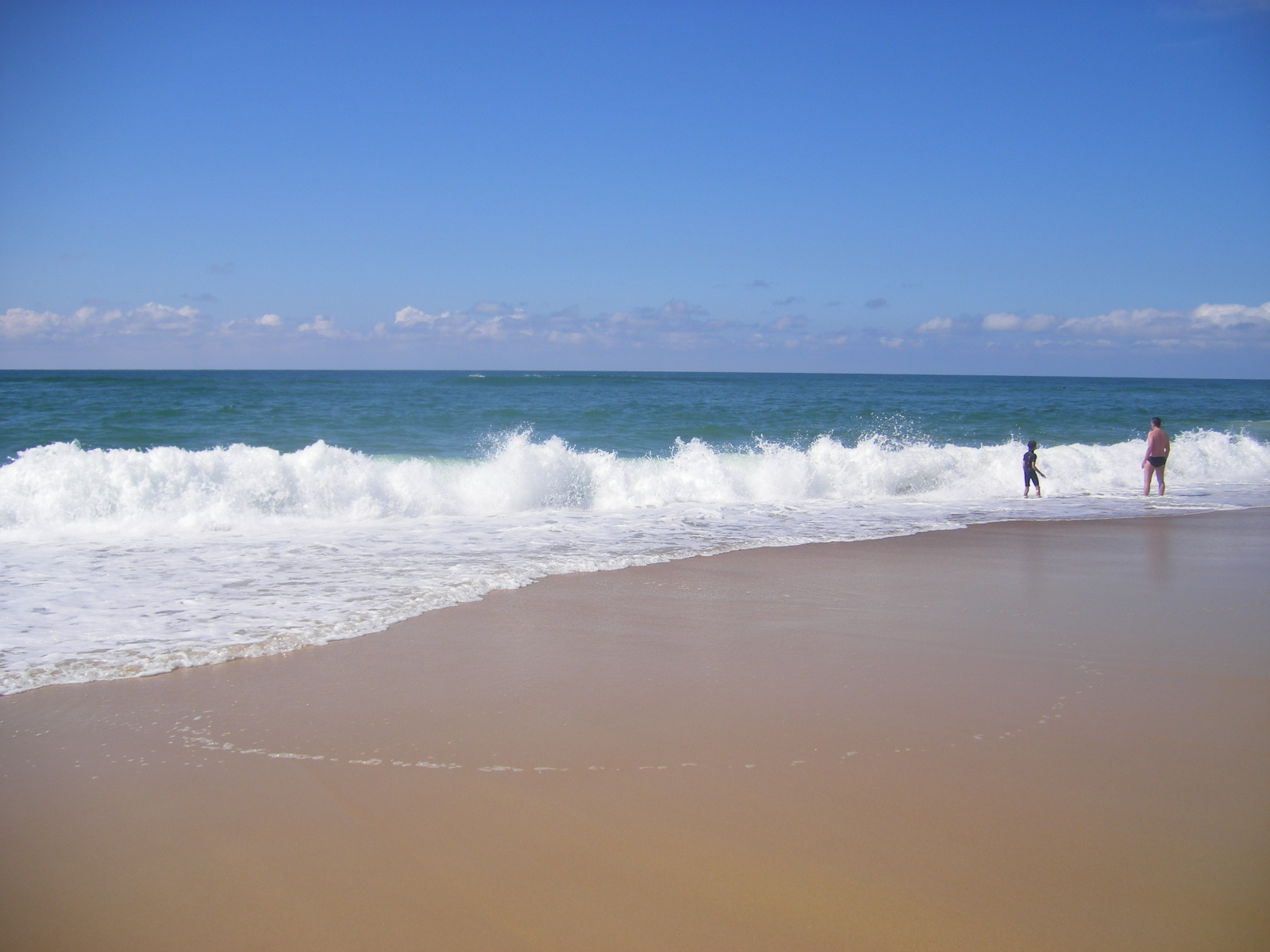
Contis strandja
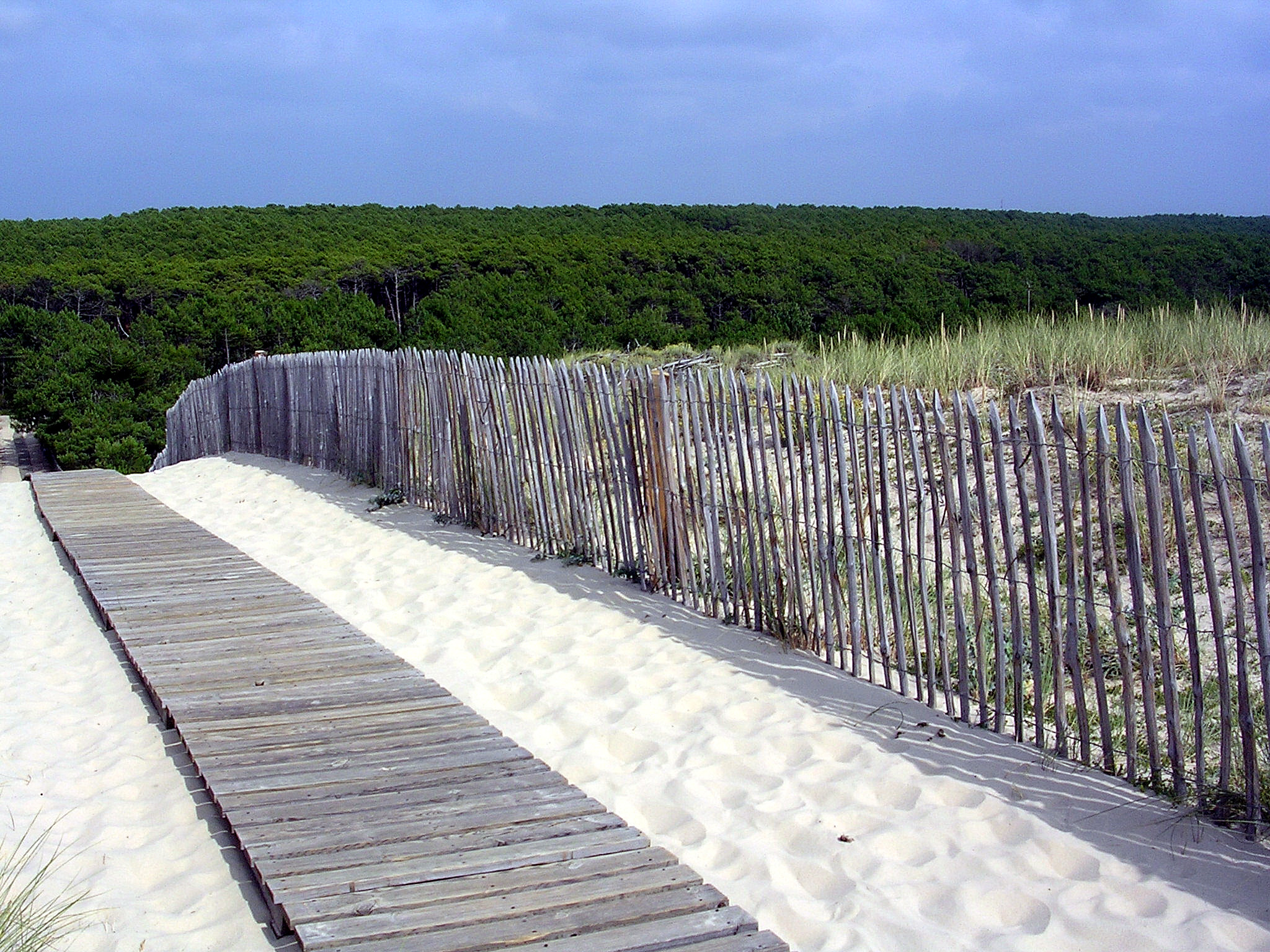
Natura 2000 hely Mimizanban
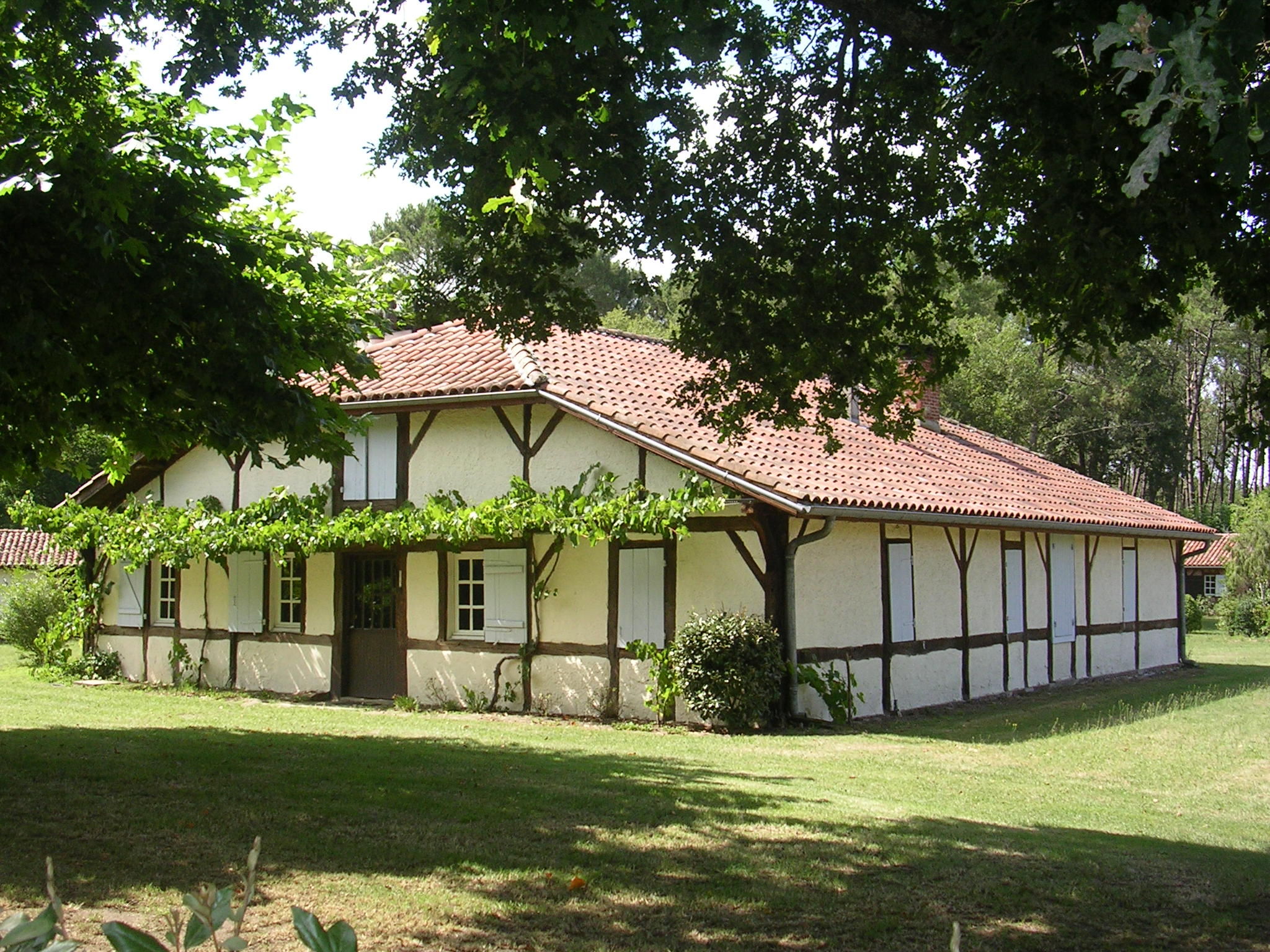
Ispotály Bourricosban
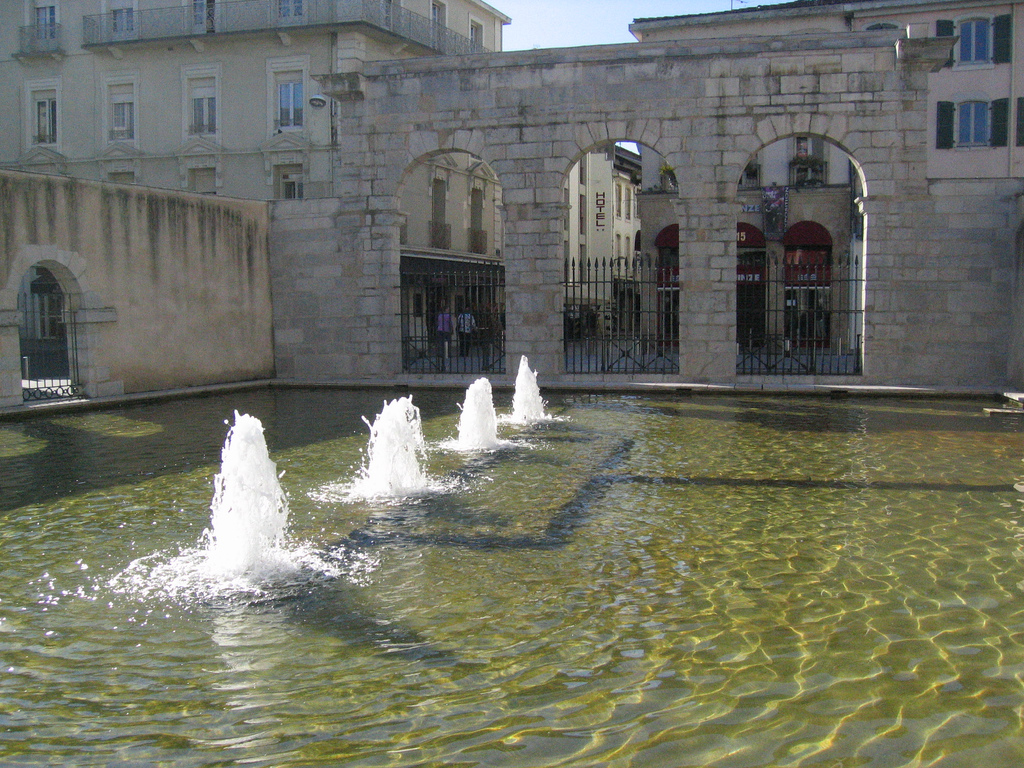
Dax forróvizes szökőkútja
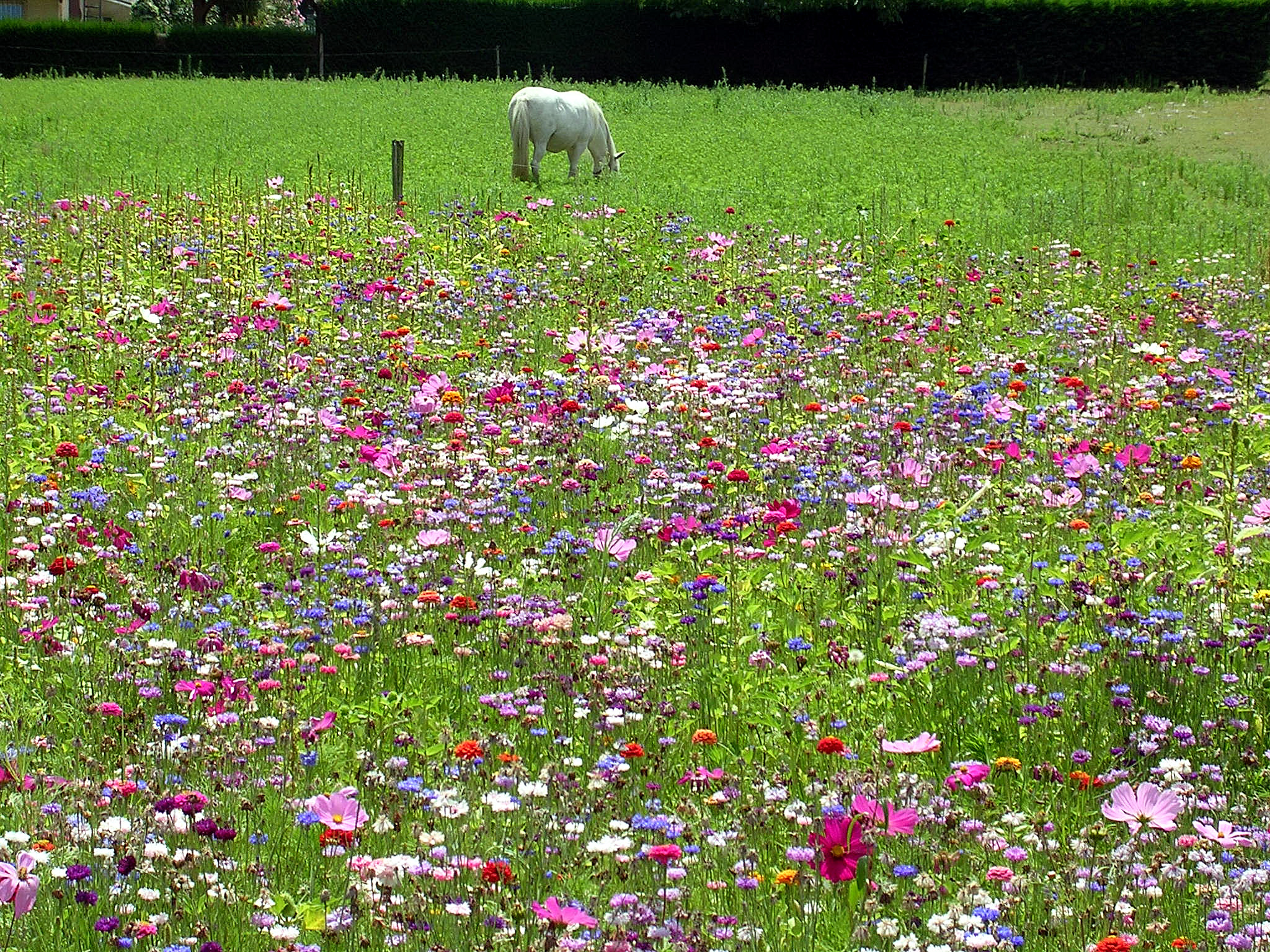
Virágzó rét Benquet-nél
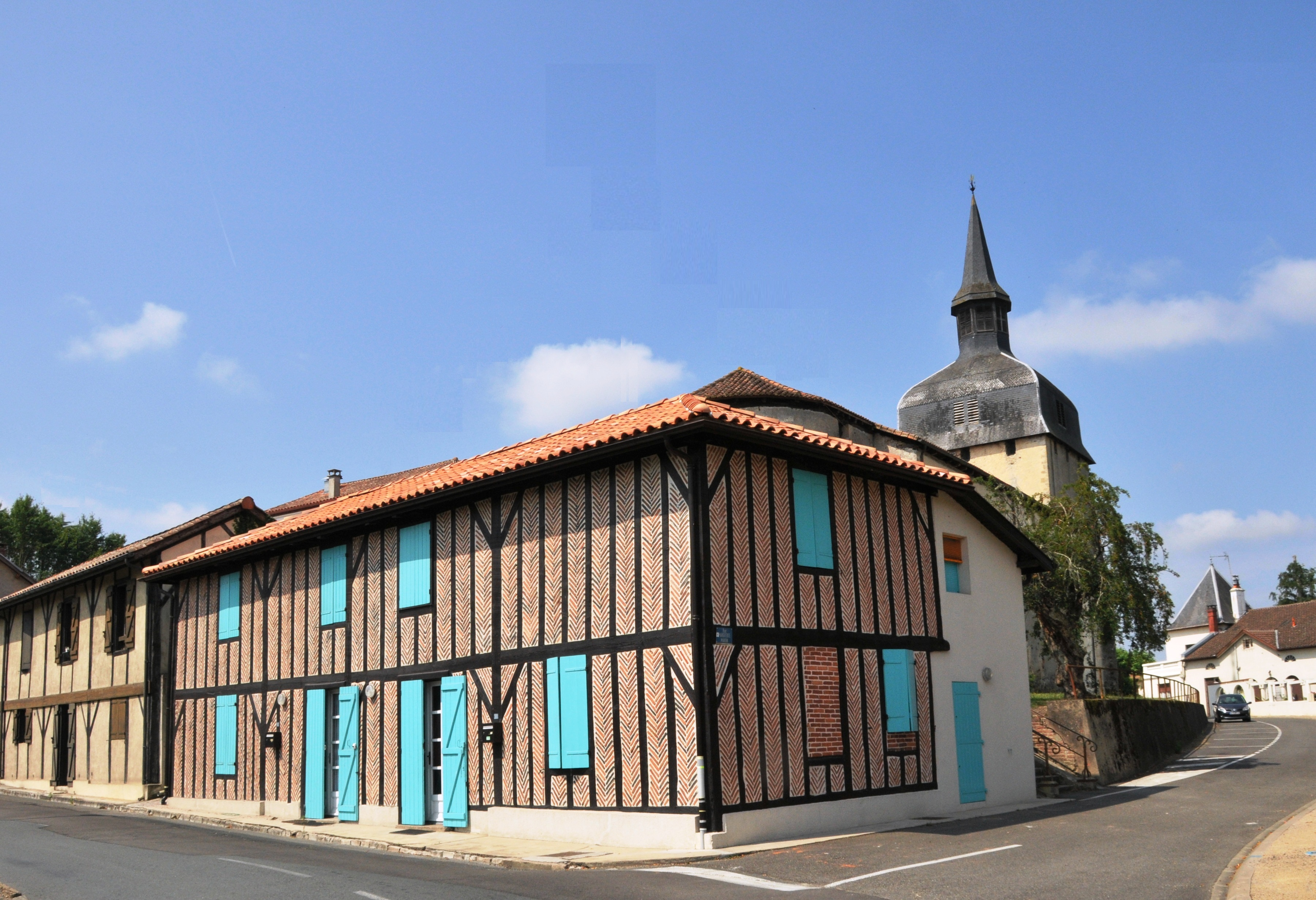
Favázas ház Magescqben